# روبرت ای. راشوورث
روبرت ای. راشوورث (به انگلیسی: Robert A. Rushworth) فضانورد اهل کشور ایالات متحده آمریکا بود که در ۹ اکتبر ۱۹۲۴ میلادی در مادیسون، مین زاده شد. وی در مأموریت نورث امریکن ایکس-۱۵ حضور داشته است.